# Saccopharynx paucovertebratis
Saccopharynx paucovertebratis – gatunek morskiej ryby głębinowej z rodzaju gardzielcowatych.

## Występowanie
Wschodnie i centralne obszary Oceanu Atlantyckiego do 1700 m głębokości.

## Opis
Znany z pojedynczego okazu odłowionego w Oceanie Atlantyckim w lokalizacji 32°56'N, 23°47'W.